# Anne d'Autriche (1573-1598)
Pour les articles homonymes, voir Anne d'Autriche.
 (janvier 2025).
Titres
Reine de Pologne et grande-duchesse de Lituanie
31 mai 1592 – 10 février 1598
(5 ans, 8 mois et 10 jours)
Reine de Suède et de Finlande
17 novembre 1592 – 10 février 1598
(5 ans, 2 mois et 24 jours)
Anne d'Autriche (en allemand : Anna von Österreich) ou Anne de Habsbourg (en polonais : Anna Habsburżanka), née le 16 août 1573 à Graz (Styrie) et décédée le 10 février 1598 à Varsovie, est une princesse de la maison de Habsbourg, fille de l'archiduc Charles II d'Autriche et de Marie-Anne de Bavière. Archiduchesse d'Autriche par naissance, elle fut reine de Pologne et grande-duchesse de Lituanie et reine de Suède et de Finlande de 1592 jusqu'à sa mort, par son mariage avec le roi Sigismond Vasa.

## Origine

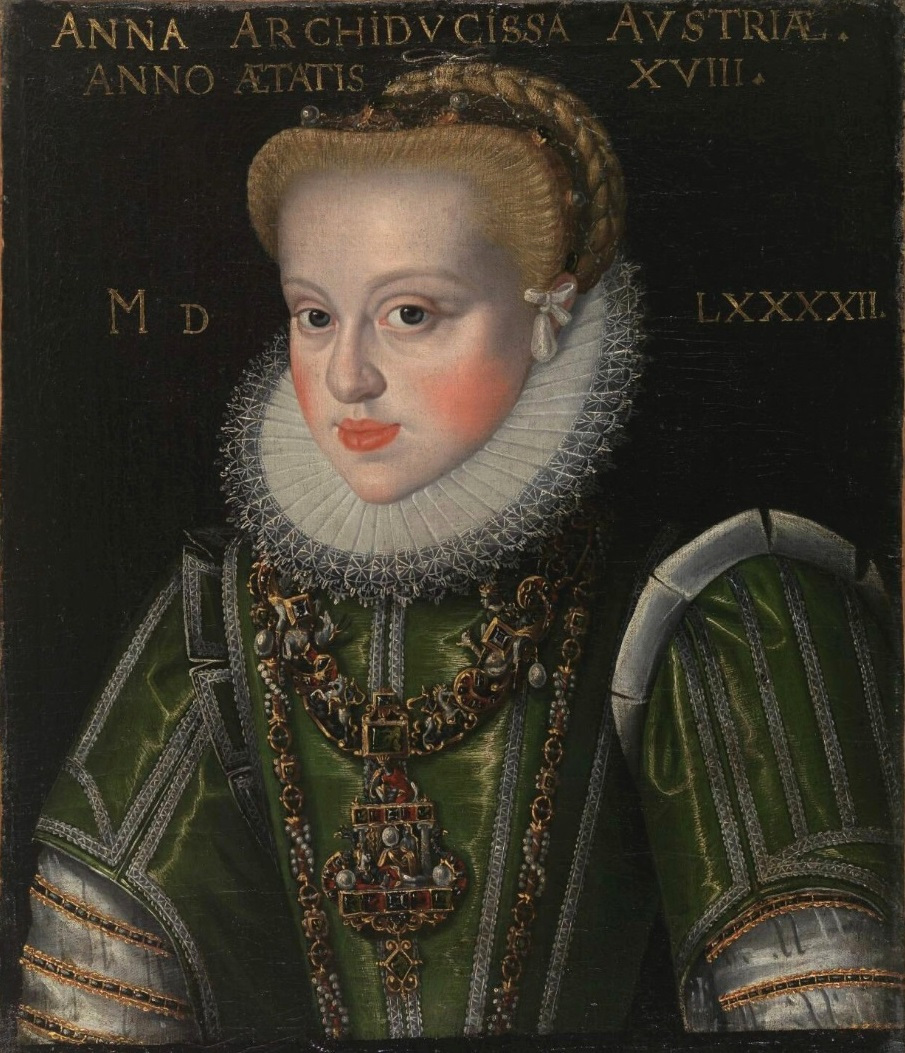
Anne à l'âge de 18 ans.

Elle est la fille aînée de Charles II François (1540–1590), archiduc d'Autriche régnant sur les pays de l'Autriche intérieure, et de son épouse Marie-Anne (1551-1608), elle-même une fille du duc Albert V de Bavière issue de la maison de Wittelsbach. De ce fait, Anne est la sœur de Ferdinand II (1578-1637), futur empereur du Saint-Empire.
Elle doit son nom à sa grand-mère la reine Anne Jagellon (1503–1547), épouse de Ferdinand Ier de Habsbourg, et également à sa grand-mère maternelle Anne de Habsbourg (1528-1590), duchesse consort de Bavière. Sa mère, une fervente catholique, veille sur l'éducation et l'instruction profonde de ses enfants. Anne dispose d'excellentes connaissances dans le domaine de la langue latine, traduisant en allemand la Vita Ignatii Loyolae (Vie de Loyola) de Pedro de Ribadeneyra.

## Mariage

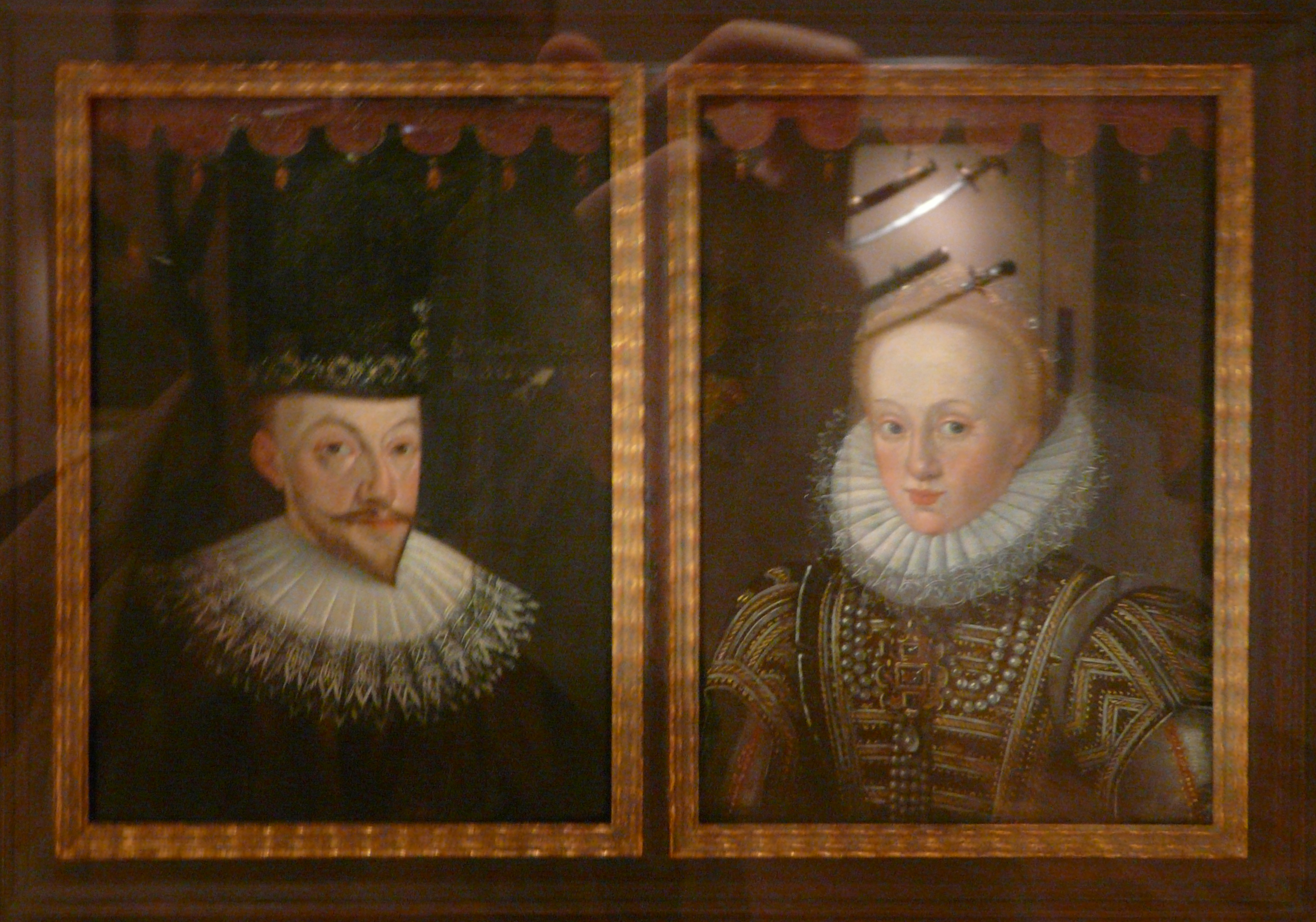
Sigismond Vasa et Anne d'Autriche.

En 1577 déjà, le légat apostolique Antonio Possevino a négocié avec le roi Jean III de Suède un lien matrimonial entre la maison Vasa et les Habsbourg. Vu son mariage avec Catherine Jagellon, le roi n'était pas fermé à la Contre-Réforme ; à cette fin, le pape Grégoire XIII a encouragé un mariage précoce d'Anne et Sigismond Vasa (1566–1632), seul fils de Jean III et Catherine. La jeune fille, toutefois, est en effet tombée gravement malade et depuis lors des plans de mariage avec le prince Henri II de Lorraine sont établis pour achever une liaison solide avec les pays lorrains sur la frontière française.
Vers 1586, la reine polonaise Anna Jagellon, sœur de Catherine, a repris les projets de mariage dont l'étude sera poursuivie après l'élection de Sigismond Vasa comme roi de Pologne en 1587. Enfin, les préparations en vue du mariage ont débuté après que l'espoir des Habsbourg d'entrer en liaison avec la maison de Lorraine avait été anéanti. En 1591, le cardinal Jerzy Radziwiłł se présente à la cour de Graz pour négocier le mariage. Anne n'accepte pas très bien son futur mari issu de la Suède luthérienne, elle a dû néanmoins plier devant la volonté de l'empereur Rodolphe II.
Après un mariage par procuration le 5 mai 1592 à Vienne, Anne épouse le roi Sigismond III de Pologne lors d'une cérémonie solennelle à la cathédrale du Wawel le 31 mai, malgré l’opposition de la noblesse autour du grand chancelier Jan Zamoyski qui crée une ligue anti-Habsbourg et tente même de l'empêcher d'entrer sur le territoire. Elle devient reine de Pologne le même jour et reine de Suède le 17 novembre 1592.

## Règne
En dépit des obstacles initiaux, Anne et Sigismond formèrent un ménage harmonieux. Décrite comme une femme dévouée et intelligente, la reine soutient largement le gouvernement marqué par une période de contrastes continuels avec l'aristocratie.
Après son décès, Sigismond épousera sa sœur Constance d'Autriche.

## Descendance
De son mariage avec Sigismond, Anne a cinq enfants ; seulement un fils atteint l'âge adulte :
- Anne-Marie (1593-1600) ;
- Catherine (1594-1594) ;
- Ladislas IV Vasa (1595-1648), roi de Pologne et tsar de Russie, épousa l'archiduchesse Cécile-Renée d'Autriche (1611–1644) puis la princesse Louise-Marie de Gonzague (1611–1667) ;
- Catherine (1596-1597) ;
- Christopher (1598-1598).

## Fratrie
- Ferdinand (1572-1572) ;
- Ferdinand ;
- Charles (1579-1580) ;
- Maximilien Ernest (1583-1616) ;
- Léopold V (1586-1632), évêque de Strasbourg et Passau ;
- Charles (1590-1624), évêque de Breslau et Brixen, grand-maître de l'ordre Teutonique ;
- Anne d'Autriche (1573-1598) ;
- Marie Christine (1574-1621), qui épouse Sigmund Báthori, prince de Transylvanie ;
- Catherine Renée (1576-1599) ;
- Élisabeth (1577-1586) ;
- Gregoria Maximilienne (1581-1597) ;
- Éléonore (1582-1620), nonne ;
- Marguerite (1584-1611), qui épouse Philippe III ;
- Constance (1588-1631), qui épouse Sigismond III Vasa ;
- Marie-Madeleine (1589-1631), qui épouse Cosme II de Médicis.